# (119473) 2001 UO18
2001 يو أو 18 (ويعرف أيضًا باسم (119473) 2001 يو أو 18 وفق تسمية الكوكب الصغير) (بالإنجليزية: 2001 UO18)‏ هو كويكب ضمن حزام الكويكبات؛ وترتيبه 119473 من حيث الاكتشاف.
اكتُشف هذا الجُرم الفلكي بواسطة مارك ويليام بوي في 19 أكتوبر 2001.

## وصلات خارجية
- (119473) 2001 UO18 في قاعدة بيانات مختبر الدفع النفاث لأجرام النظام الشمسي الصغيرة

- الاكتشاف · مخطط المدار ·  العناصر المدارية · المعلمات المادية

- (119473) 2001 UO18 على موقع ويكي سكاي: DSS2, SDSS, GALEX, IRAS, Hydrogen α, X-Ray, Astrophoto, Sky Map, Articles and images